# Charles van den Steen de Jehay
Charles Herman Amand Joseph van den Steen de Jehay (Luik, 29 maart 1781 - Rome, 13 mei 1846) was een Belgisch senator, provinciegouverneur en diplomaat.

## Biografie

### Familie
Baron Charles van den Steen was een zoon van Lambert van den Steen de Jehay (1747-1824), onder het ancien régime heer van Jehay, en Marie-Charlotte de Trappé de Losange (1758-1808), dochter van Edmond de Trappé, kamerheer van de prins-bisschop van Luik.
Hij trouwde in 1811 in Bassinne met gravin Marie-Charlotte de Grumsel d'Emale (1788-1855), dochter van Fernand-Hubert de Grumsel d'Emale, grootschenker van de prins-bisschop van Luik. Ze kregen acht kinderen, onder wie graaf Louis van den Steen de Jehay, volksvertegenwoordiger. Zijn kleindochter Nathalie van den Steen de Jehay (1852-1919) trouwde met graaf Amedée Visart de Bocarmé, burgemeester van Brugge en volksvertegenwoordiger.
Zijn weduwe verkreeg in 1846 een pauselijke titel van gravin voor haarzelf en van graaf of gravin voor haar kinderen; deze titels hadden in België geen rechtskracht. De titel werd in 1847 verleend in de Belgische adel, voor haar en haar dochters persoonlijk en voor de zonen overdraagbaar op alle nakomelingen.

### Loopbaan
Van den Steen de Jehay promoveerde tot doctor in de rechten (1808) aan de Universiteit van Parijs en werd auditeur bij de Conseil d'État onder het keizerrijk. Hij werd vervolgens advocaat.
Na 1815, ten tijde van het Verenigd Koninkrijk der Nederlanden, werd hij lid van de Provinciale Staten van Luik. In 1831 werd hij verkozen tot unionistisch senator voor het arrondissement Borgworm en vervulde dit mandaat tot in 1834.
Van 1832 tot 1844 was hij gouverneur van de provincie Luik. Van 1844 tot aan zijn dood was hij buitengewoon gezant en gevolmachtigd minister in Rome.
Hij ligt in Rome begraven in de Sint-Juliaan der Vlamingen.